# Flughafen Khartum

i7
i11
i13
Der Flughafen Khartum (auch Khartoum International Airport oder Khartoum Civil) ist der internationale Verkehrsflughafen von Khartum im Sudan.

## Lage und Auslegung
Der Flughafen liegt am östlichen Rand der Stadtbezirke Khartum 2 und Amarat, rund zwei Kilometer südöstlich der Innenstadt Souk al-Arabi.
Er verfügt über insgesamt vier Terminals. Neben einem Inlandsterminal besteht je eines für ankommende und abgehende internationale Flüge. Ein weiteres Terminal liegt am südlichen Ende des Flughafens und wurde eigens für das erhöhte Passagieraufkommen während des Haddsch errichtet. Außerhalb der Pilgerzeiten nutzt die UNAMID das Terminal. Das derzeitige internationale Abflugterminal des Flughafens wurde 1992 eröffnet und nach Plänen von Abdalla Abbas Habib gebaut.
Der Flughafen sollte in der Zukunft durch einen Flughafen mit zwei 4000-Meter-Startbahnen, rund 40 Kilometer südlich von Omdurman ersetzt werden. Der von chinesischen Firmen zu bauende Flughafen sollte 2022 fertiggestellt sein. Im April 2023 ist jedoch auf Satellitenfotos außer einer Zufahrtsstraße kein Stück betoniertes oder asphaltiertes Teil davon zu sehen.

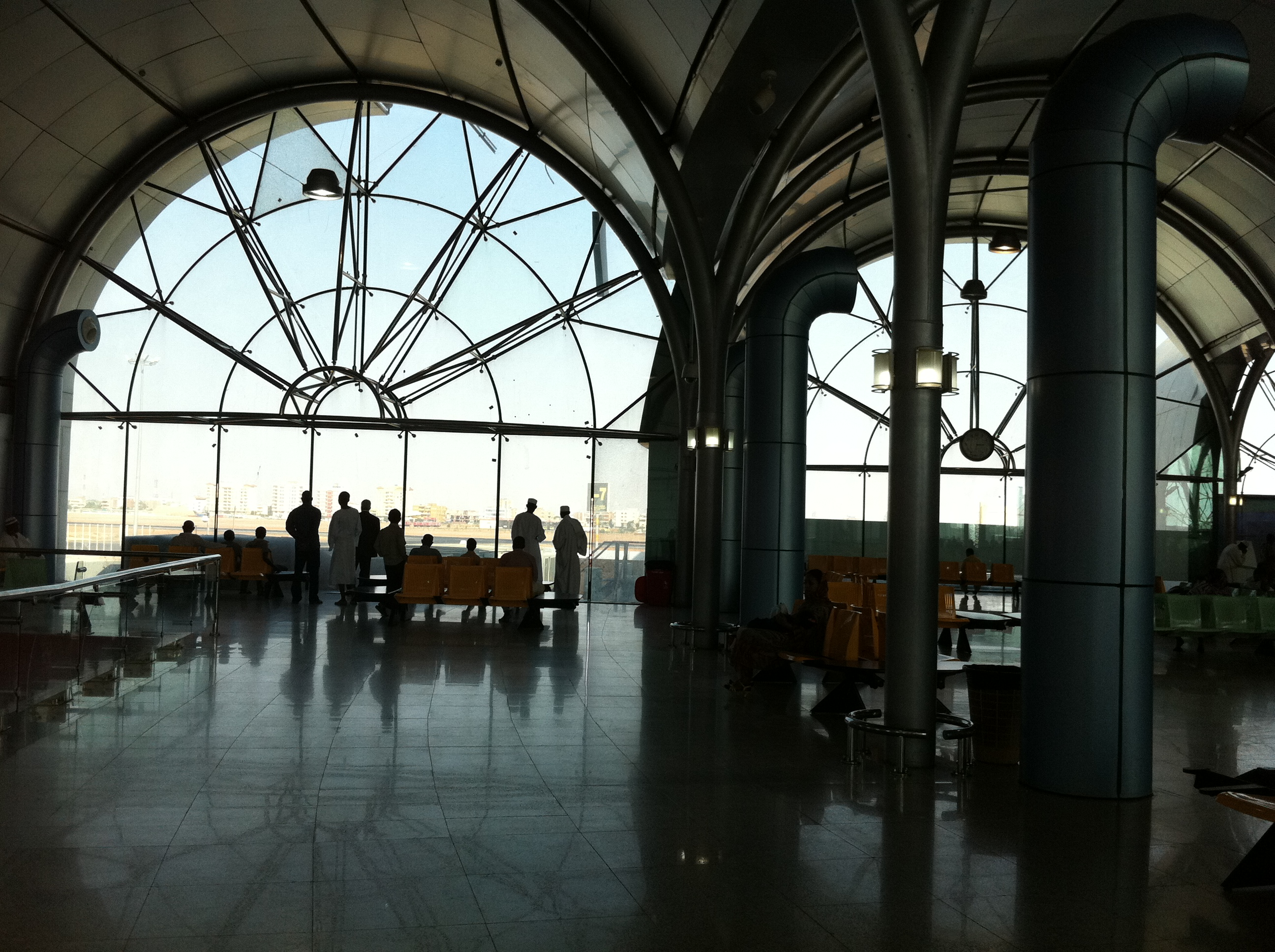
Abflugterminal, 2010
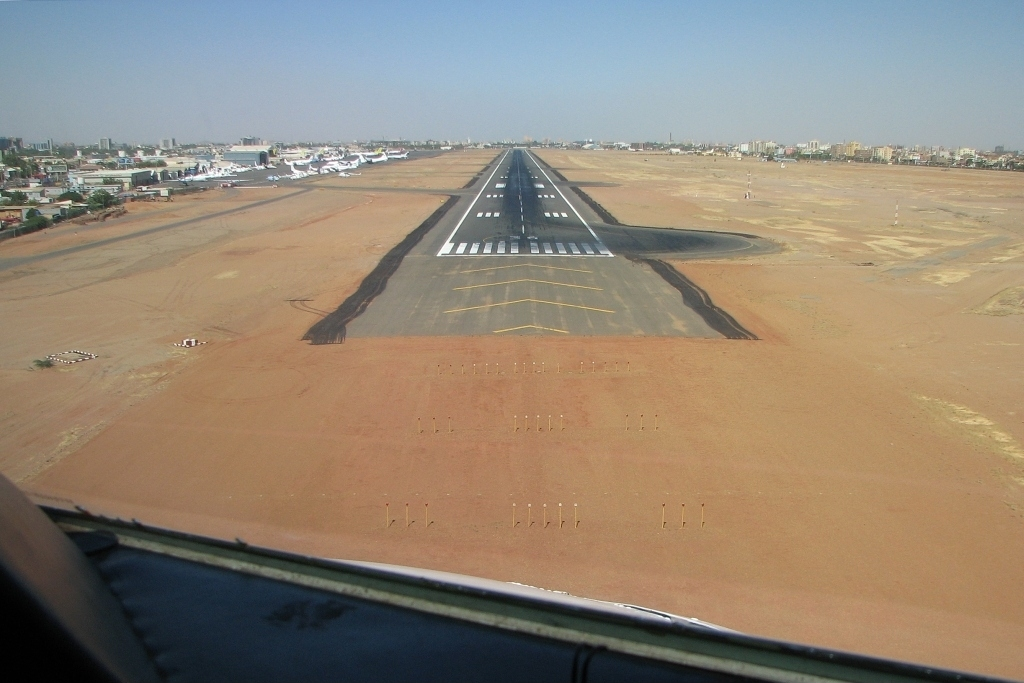
Landebahn, 2012

## Zwischenfälle
Im Bereich des Flughafens Khartum kam es von 1942 bis November 2022 zu 25 Totalverlusten von Flugzeugen. Bei sechs davon wurden insgesamt 96 Menschen getötet. Auszüge:
- Am 27. August 1952 verunglückte der erste Prototyp der Vickers Viscount 630 des britischen Ministry of Supply (Luftfahrzeugkennzeichen G-AHRF) bei Landetests auf dem Flughafen Khartum. Durch den Bruch eines Bolzens brach das rechte Hauptfahrwerk zusammen und die Maschine geriet seitlich der Landebahn in weichen Boden. Alle fünf Besatzungsmitglieder überlebten ohne schwere Verletzungen. Das Flugzeug wurde irreparabel beschädigt.[5][6]

- Am 10. Juli 1957 musste auf einer Lockheed L-749/C-121A Constellation der Ethiopian Airlines (ET-T-15) etwa 15 Minuten nach dem Start vom Flughafen Khartum das Triebwerk Nr. 2 (links innen) wegen eines Feuers abgestellt werden. Dennoch breitete sich das Feuer weiter aus, weswegen eine Notlandung in flachem Gelände 49 Kilometer von Khartum entfernt durchgeführt wurde. Bei der Bauchlandung wurde das Flugzeug irreparabel beschädigt. Alle 20 Insassen, die sechs Besatzungsmitglieder und 14 Passagiere, überlebten den Unfall.[7]

- Am 29. Mai 1959 fiel an einer Handley Page Hastings C.1 der Royal Air Force (TG522) kurz nach dem Start vom Flughafen Khartum ein Triebwerk aus. Bei der Rückkehr zum Flughafen kam es im Endanflug zu einem Strömungsabriss und zum Absturz der Maschine 1,6 Kilometer südlich des Flughafens. Von den 30 Insassen kamen 5 ums Leben, alle fünf Besatzungsmitglieder. Die 25 Passagiere überlebten.[8][9]

- Am 11. November 1960 kam es bei einer Bristol Britannia 102 der British Overseas Airways Corporation (BOAC) (G-ANBC) zum Verlust von Hydraulikdruck, weshalb das Fahrwerk nicht ausgefahren und verriegelt werden konnte. Die Landung auf dem Flughafen Khartum erfolgte auf einem unbefestigten Streifen neben der eigentlichen Landebahn, wobei am Flugzeug Totalschaden entstand. Alle 27 Insassen, 9 Besatzungsmitglieder und 18 Passagiere, überlebten.[10]

- Am 21. Februar 1967 kollidierte die Douglas DC-3 (C-47B) ST-AAM der Sudan Airways auf einem lokalen Trainingsflug während eines simulierten Triebwerksausfalls mit dem Boden. Einer der beiden an Bord befindlichen Piloten kam dabei ums Leben.[11]

- Am  10. September 1982 landete eine Boeing 707 der Sudan Airways (ST-AIM) beim Anflug auf Khartum im Fluss Nil, etwa fünf Kilometer vor der Landebahn. Die Maschine kam auf einem Positionierungsflug vom Flughafen Jeddah. Alle elf Insassen überlebten die ungeplante Wasserung; das Flugzeug wurde jedoch zum Totalschaden.[12]

- Am 16. April 1983 fiel in einer Hawker Siddeley HS 748-329 2A LFD der Air Liberia (EL-AIH) im Steigflug nach dem Start vom Flughafen Khartum das Triebwerk Nr. 2 (rechts) wegen eines Defekts der Treibstoffpumpe aus. Bei der Rückkehr nach Khartum lieferte das verbliebene Triebwerk Nr. 1 nicht genügend Schub, so dass die Maschine im Queranflug 4 Kilometer südöstlich des Flughafens abstürzte. Der Schubverlust im Triebwerk 1 war durch einen vom Wartungspersonal fehlerhaft justierten Kraftstoffbezugspunkt-Trimmer verursacht. Von den neun Insassen wurden 8 getötet, alle drei Besatzungsmitglieder und 6 Passagiere. Außerdem kamen 9 Menschen am Boden ums Leben.[13]

- Am 26. Februar 1996 stürzte eine Lockheed C-130H Hercules der sudanesischen Luftstreitkräfte (Kennzeichen unbekannt) nahe Jabal Awliya (Sudan, 40 Kilometer südlich von Khartum) zehn Minuten vor der Landung auf dem Flughafen Khartum brennend ab. Alle 91 Insassen, 5 Besatzungsmitglieder und 86 Passagiere kamen ums Leben.[14]

- Am 3. Mai 1996  missglückte mit einer Antonow An-24RV der sudanesischen Federal Airlines (ST-FAG) die Notlandung in einem Vorort von Khartum (Sudan). Nach mehreren erfolglosen Landeversuchen auf dem Flughafen Khartum im Sandsturm kollidierte die Maschine bei der Notlandung mit einem Gebäude. Alle 53 Insassen, 6 Besatzungsmitglieder und 47 Passagiere, kamen dabei um.[15]

- Am 26. Juni 2000 verließ eine Boeing 737-200 der Yemenia (7O-ACQ) bei der Landung seitlich die Landebahn und wurde irreparabel beschädigt. Alle Insassen überlebten die Bruchlandung.[16]

- Am 10. Juni 2008  überrollte ein Airbus A310-324 (ST-ATN) der Sudan Airways mit 203 Passagieren und 11 Besatzungsmitgliedern an Bord bei der Landung das Landebahnende um gut 200 Meter. Die Maschine wurde beschädigt und geriet auf der rechten Seite in Brand. Die Piloten hatten vom Tower eine falsche Windinformation erhalten und flogen in Wirklichkeit mit knapp 30 km/h Rückenwind an. Außerdem war schon seit einiger Zeit die Umkehrschub-Vorrichtung eines Triebwerks defekt. Schließlich fand kein angemessener Löscheinsatz der Flughafenfeuerwehr statt, da zum einen akuter Personalmangel herrschte und zum anderen die Löschfahrzeuge über keinerlei Funkverbindung verfügten. Das Feuer erfasste dann auch den Rumpfbereich, wobei die Maschine vollständig ausbrannte. Die Zahl der Todesopfer lag bei 30 Personen; 184 Menschen konnten dem Brand entkommen (siehe auch Sudan-Airways-Flug 109).[17]
- Am 15. April 2023 wurde ein Airbus A330-343 Regional (HZ-AQ30) von Saudia durch Kampfhandlungen zwischen der Sudanesischen Armee und der paramilitärischen Rapid Support Forces zerstört.[18]